# إدوارد إي. وليامز
إدوارد إي. وليامز (بالإنجليزية: Edward E. Williams)‏ هو اقتصادي أمريكي، ولد في 21 أغسطس 1945 في هيوستن في الولايات المتحدة، وتوفي في 3 أكتوبر 2018.

## وصلات خارجية
- الموقع الرسمي